# Strychnine
Strychnine (/ˈstrɪkniːn/ STRIK -neen hoặc /-nɪn/ -⁠ nin; US mainly /ˈstrɪknaɪn/ STRIK -nyne)   là một loại chất kiềm kết tinh có độc tính cao, không màu, đắng, được sử dụng làm thuốc trừ sâu, đặc biệt để tiêu diệt các động vật có xương sống nhỏ như chim và động vật gặm nhấm. Strychnine, khi hít vào, nuốt hoặc hấp thụ qua mắt hoặc miệng, gây ngộ độc dẫn đến co giật cơ và cuối cùng là tử vong do ngạt. Mặc dù nó không có tác dụng y học được biết đến, nhưng trong quá khứ, tác dụng co giật được cho là có lợi ở liều nhỏ chất này. Nguồn strychnine phổ biến nhất là từ hạt của cây Strychnos nux -vomica (mã tiền).

## Sinh tổng hợp
Strychnine là một terpene indole alkaloid thuộc họ Strychnos của Corynanthe alkaloids, và nó có nguồn gốc từ tryptamine và secologanin. Enzym này, enzymeososidine synthase, xúc tác sự ngưng tụ của tryptamine và secologanin, sau đó là phản ứng Pictet -Spengler để tạo thành strictosidine. Trong khi các enzyme xúc tác cho các bước sau chưa được xác định, các bước đã được suy ra bằng cách phân lập các chất trung gian từ cây Strychnos nux -vomica (mã tiền). Bước tiếp theo là thủy phân acetal, mở vòng bằng cách loại bỏ glucose (O-Glu) và cung cấp một aldehyd tính phản ứng. Các aldehyd mới sau đó bị một amin thứ cấp tấn công để có khả năng nhận thêm geissoschizine, một chất trung gian phổ biến của nhiều hợp chất liên quan trong họ Strychnos.